# Risoluzione giudiziale
La risoluzione giudiziale è un metodo di risoluzione delle controversie disciplinato nell'ordinamento giuridico italiano dall'articolo 1453 comma 1° del codice civile.
Se una delle parti di un contratto a prestazioni corrispettive non adempie la propria obbligazione, l'altra parte ha facoltà:
- di agire in giudizio per la coazione all'adempimento, chiedendo al giudice di condannare l'inadempiente ad eseguire la prestazione mancata (ed offrendosi di eseguire la propria, se questa è ancora in sospeso);
- di agire per la risoluzione, chiedendo al giudice di sciogliere il contratto. Otterrà, in questo secondo caso, di essere esonerato dall'eseguire la propria prestazione (risolto il contratto, viene meno la fonte della sua obbligazione) o, se l'aveva già eseguita, chiederà al giudice di pronunciare, oltre alla risoluzione del contratto, anche la condanna dell'altra parte alla restituzione della prestazione ricevuta.

Se la controparte fa richiesta di adempimento potrà sempre domandare la risoluzione del contratto fino a quando la controprestazione dovuta non sarà stata ottenuta (in modo spontaneo o coattivo), ma se opta per la risoluzione non può chiedere l'adempimento (art. 1543 comma 2°), né la controparte può, dalla data della domanda di risoluzione, adempiere la propria obbligazione (art. 1453 comma 3°).
Ci si è chiesti in dottrina che tipo di natura avesse la risoluzione giudiziale. In particolare se la pronuncia del giudice fosse semplicemente dichiarativa derivata dalla consapevolezza tacita dei contraenti (volontà tacita o condizione risolutiva tacita) o dal venir meno della causa contrattuale derivata dall'inadempimento, oppure se fosse una sentenza anche a carattere sanzionatorio. Le prime due soluzioni hanno dato luogo a varie critiche: la prima non spiega come può un elemento volontario far accedere al risarcimento, mentre la seconda è puramente teorica e non tiene conto del fatto che la causa è relazionata alla nascita dell'obbligazione e non al suo eventuale futuro adempimento. La terza viene preferita, soprattutto in certi casi dalla giurisprudenza.
Altro punto di discussione è il rapporto tra risoluzione giudiziale e risoluzione volontaria affidata alle parti in termini di autotutela. Alcuni ipotizzano che questa debba essere assimilata alle seconde, altri viceversa. Sembra opinabile tuttavia la prima ipotesi che si appoggia sull'ampio cambiamento tra codice del 1865 e del 1942: il potere del giudice viene infatti molto ridimensionato, ma non completamente ribaltato. La seconda impostazione è più realistica, rendendo comunque centrale la risoluzione giudiale, dato che le forme volontarie dovranno comunque rifarsi ad un inadempimento imputabile. Saranno quindi controllati in seconda battuta dal giudice che avrà meno possibilità di controllo stesso.